# Hysterolecitha elongata
Hysterolecitha elongata är en plattmaskart. Hysterolecitha elongata ingår i släktet Hysterolecitha och familjen Hemiuridae. Inga underarter finns listade i Catalogue of Life.